# ジャン＝ベデル・ボカサ
ジャン＝ベデル・ボカサ（フランス語: Jean-Bédel Bokassa, 1921年2月22日 - 1996年11月3日）は、中央アフリカ共和国の大統領（在任：1966年 - 1976年）、中央アフリカ帝国皇帝としてはボカサ1世（フランス語: Bokassa I, 在位：1977年 - 1979年）。13年間、同国で独裁体制を敷いた。

## 生涯

### 生い立ち
フランスの植民地下で生まれた。黒アフリカ社会進歩運動 (MESAN) を組織し、独立運動を主導したバルテレミー・ボガンダは叔父であり、初代大統領ダヴィド・ダッコの従兄にあたる。父親のミンドゴン・ムグブンドゥールーはムバカ族の首長であり、ゴム採取会社であるサンガ・ウバンギ森林会社 (CFSO) で労働者のまとめ役をしていたがボカサが6歳の時、徴発され強制労働を強いられていた労働者を会社に無断で解放した罪で処刑された。

### 軍歴
第二次世界大戦中はフランス本国がドイツに占領されたものの、シャルル・ド・ゴールの元で連合国側についた自由フランス軍の兵士として従軍し、インドシナ戦争にも従軍、アフリカ人としては最高位の大尉まで昇進する。中央アフリカ共和国の独立後、初代大統領に就任したダッコに呼び戻され、軍の編成を任せられた。

### 大統領から皇帝へ
1966年、当時国軍参謀総長だったボカサは軍事クーデターで経済政策で失敗したダッコ政権を倒し、翌年大統領に就任、この際16あった中央アフリカの省庁の中、14の省庁の大臣に自分自身を任命し、独裁政治をはじめる。1972年には終身大統領を宣言した。ボカサのクーデターは、ダッコ政権が中華人民共和国から巨額の融資を受け入れたことを批判するという、反共の砦を名目に掲げたものだった。
しかし1976年8月、中央アフリカは台湾の中華民国と再び断交し、同年11月にボカサが中華人民共和国を訪れて経済協力を仰ぐなど変節し始めた。同年9月にはリビアを訪れてムアンマル・アル＝カッザーフィーと面会してイスラーム教に改宗し、名前をサラー・エッディン・アフメド・ボカサに改名したが、リビアからの財政援助が滞ると同年12月にカトリックに再び改宗し、国名を「中央アフリカ帝国」とし自ら皇帝として即位した。
改称からちょうど1年後の1977年12月4日には、国家予算の2倍にあたる2500万ドルを費やしてナポレオン1世を真似た豪華な戴冠式を行い、「皇帝ボカサ1世」を称した。
着飾った200人の騎兵隊と数百台の高級自動車・バイク隊に護衛された、8頭立ての馬車で登場した。ダイヤモンドをはめこんだ2mの大錫杖と剣を手にし、頭には8000個のエメラルドとダイヤモンドをちりばめた王冠を戴いた。外套は真珠と水晶で飾った礼服の上に白いテンの毛皮というものだった。大玉座は黄金の翼を持つ「ナポレオン鷲」を模した重さ2トンの青銅製で、フランスから取り寄せた酒と料理が振舞われた。また、ナポレオン1世の戴冠式を真似て、ローマ教皇パウロ6世を招待したが、教皇はこの招待を断っている。国力とあまりにかけ離れた戴冠式に、世界中から批判を受けると「偉大な歴史は、犠牲なくしては創造できない。民衆は犠牲を甘んじて受けるのだ」と語った。日本の昭和天皇やイラン皇帝モハンマド・レザー・パフラヴィーも式典に招待されたが、出席はしなかった（ただし、天皇・皇帝名で祝電を送っている）。
旧宗主国であるフランスから支持と援助を取り付けるため、フランス大統領のジスカール・デスタン（当時）に膨大な贈賄工作をした。工作が功を奏してフランスからは皇帝として承認され、経済的支援も受けることに成功した。
ボカサ1世は反対派を容赦なく弾圧・粛清し、独裁政治を続けたが粛清による人材不足や元々脆弱であった中央アフリカ経済の悪化などが重なり、帝政は崩壊への一途を辿った。1978年には息子のジャン＝ベデル・ジョルジュ皇太子も国外追放される。
ボカサ家が経営する会社が作製する制服の全小学生への着用義務化を強行するが、1979年1月に反対学生のデモが勃発した。ボカサ1世はこれを武力鎮圧し、400人の死者を出した。国際的にボカサ1世への非難が高まると、旧宗主国のフランスもボカサ1世を見限り、帝政打倒を画策し始めた。

?中央アフリカ帝国の皇帝旗
ボカサ1世の王冠

### 亡命
ボカサ1世のリビア訪問中の9月20日にフランス軍による無血クーデター（バラクーダ作戦）が発生した。帝政は廃止されて中央アフリカは共和制に復帰し、亡命先のガボンから帰国したダッコが大統領に就任した。
ボカサはコートジボワールに亡命し、4年間アビジャンで暮らした。その後、フランスに渡り、ジスカール・デスタンに働きかけて政権奪還の支援を要請したが、色よい返事を得ることができなかった。業を煮やしたボカサはジスカール・デスタンへの贈賄工作を暴露したため、結果的にジスカール・デスタンの人気は急落し、1981年の大統領選挙で社会党のミッテランに敗れる一因となった。その後、コートジボワールに亡命した後にフランスへと再び亡命した。

### 帰国
1986年には周囲の説得を振り切って突然帰国するが、入国直後に逮捕されて裁判にかけられた。1987年に死刑を宣告されたが、1993年に釈放された。釈放の際には当時健在だった母のマリーがボカサを出迎えた。ボカサもフランスから支給される軍人恩給で隠居生活を送るが、1996年に75歳で死去した。
2010年12月、当時の中央アフリカ大統領であるフランソワ・ボジゼによりボカサの名誉回復が行われた。

## エピソード
- 1972年7月29日、ボカサは大統領就任後、治安対策として「泥棒は初犯で片耳を切り落し、二回目は反対側の耳を切り、三回目は腕を切り、四回目は公開処刑する」という身体刑を科すことを発表した。しかし、ボカサはこれに満足せず同年7月31日に陸軍を率いて首都の刑務所に乗り込むと、兵士を使って囚人を棍棒でメッタ打ちにさせた。この様子は報道陣にも公開しており、ボカサは記者に対して「厳しいけれど、これが人生というものさ」とコメントした[11]。